# Lithophyllum fetum
Lithophyllum fetum Foslie, 1907 é o nome botânico de uma espécie de algas vermelhas pluricelulares do gênero Lithophyllum, família Corallinaceae.
- São algas marinhas encontradas no Chile.

## Sinonímia
- Pseudolithophyllum fetum (Foslie) Adey, 1970